# Longtown (Oklahoma)
Longtown è un census-designated place (CDP) degli Stati Uniti d'America, situato nello stato dell'Oklahoma, nella contea di Pittsburg.